# Dušan Tonkovič
Dušan Tonkovič (* 31. srpna 1956) je bývalý slovenský fotbalový obránce. Byl také prezidentem a sportovním ředitelem házenkářského klubu MŠK Považská Bystrica a jednatelem fotbalového klubu Raven Považská Bystrica.
Žije v Považské Bystrici.

## Hráčská kariéra
V československé lize hrál za ZVL Žilina, aniž by skóroval. Nastoupil v jediném prvoligovém utkání, které se hrálo v neděli 21. září 1975 v Košicích a domácí Lokomotíva v něm Žilinu porazila 5:0. Ve druhé nejvyšší soutěži nastupoval za ZVL Považská Bystrica v sezoně 1984/85.

### Prvoligová bilance
| Ročník             | Zápasy | Góly | Minuty | Klub          |
| ------------------ | ------ | ---- | ------ | ------------- |
| I. liga 1975/76    | 1      | 0    | 90     | TJ ZVL Žilina |
| CELKEM I. ČS. LIGA | 1      | 0    | 90     |               |